# Mariko Hayashi
Mariko Hayashi (林真理子?, Hayashi Mariko; Yamanashi, 1º aprile 1954) è una scrittrice e saggista giapponese.

## Biografia
Nacque col nome di Mariko Tōgo il primo aprile 1954 a Yamanashi, da una famiglia di librai, fin da bambina si appassionò alla letteratura. Dopo aver frequentato il Liceo Nikkawa nella prefettura di Yamanashi, nel 1976 si laureò in letteratura giapponese presso il Nihon College University of Art.
Dopo aver lavorato come copywriter, il suo saggio di esordio Runrun o katte ouchi ni kaerō ("Compriamo la felicità e torniamo a casa") divenne un best seller. Nel 1985, vinse il novantaquattresimo premio Naoki con "Saishū-bin ni maniaeba" e "Kyoto made" usciti nella raccolta Saishū-bin ni maniaeba (lett. "Se sarò in tempo per l’ultimo volo", uscita in italiano con il nome L'ultimo volo per Tokyo, pubblicata da Atmosphere Libri nella traduzione di Anna Specchio), affermandosi anche come scrittrice. Al giorno d'oggi ha scritto più di trecento tra saggi, racconti, romanzi e rubriche nei periodici, numero che le è valso la candidatura al Guinness dei primati. Molte sue storie di successo sono state trasposte in serie televisive, tra cui le famose Fukigen na kajitsu ("Il frutto del malcontento", romanzo del 1996 trasposto in ben due serie tv, una nel 1997 e una nel 2016, di grande successo) e Anego ("La sorella maggiore"). Dal febbraio 2020 è vicegovernatrice della prefettura di Yamanashi, conosciuta come "la prefettura del vino".
Hayashi attualmente, oltre a far parte del comitato di selezione del premio Naoki, del premio di saggistica Kōdansha, del premio per la letteratura Eiji Yoshikawa, del premio letterario Chuōkōron, e fa parte del comitato di selezione del Premio Editoria Cultura.

### Vita privata
Nel 1990 si è sposata con un salaryman tramite omiai, da cui ha avuto, nel 1999, una figlia. Da questo momento in poi anche la sua carriera lavorativa subisce una grande svolta, poiché comincia a occuparsi anche di biografie di grandi personaggi giapponesi, soprattutto femminili, e di tematiche relative alla famiglia.

## Stile
Autrice molto prolifica, le sue opere spaziano dalle raccolte di saggi brevi, ai romanzi storici con protagoniste grandi figure del passato a racconti che trattano della vita quotidiana.
Come Eimi Yamada e Banana Yoshimoto, fa parte di quelle scrittrici che a partire dagli anni ottanta, si trovano a raccontare una società che beneficia delle conquiste del movimento femminista, responsabile anche in Giappone di un radicale scardinamento dei ruoli sociali, che lascia spazio a una ridefinizione del rapporto fra i sessi su nuove basi. Nonostante ciò, la posizione di Hayashi Mariko è stata riconosciuta dalla critica come lontana da quella del movimento femminista nella sua matrice radicale, e le sue opere sono spesso state inquadrate in una cornice postfemminista (Specchio, 2018, 2020).
La sua scrittura riflette questo cambiamento e descrive una società meno rigida, in cui la donna non è più confinata al ruolo tradizionale di casalinga e può dedicarsi alla carriera e alla propria affermazione. Nei suoi racconti brevi, protagoniste sono infatti donne intraprendenti, raccontate nella propria quotidianità e alle prese con i problemi e gli ostacoli che devono affrontare quotidianamente. Per questo motivo, è sempre stata, fin dall'inizio della propria carriera, molto popolare col pubblico femminile.

## Opere (selezione)
- Runrun o katte ouchi ni kaerō (ルンルンを買っておうちに帰ろう, Compriamo un RunRun e torniamo a casa,  1982)
- Taberu tabi ni kanashikutte... (食べるたびに、哀しくって…, Quando mangio mi sento malinconica, 1985)
- Saishū-bin ni maniaeba (最終便に間に合えば, 1985: L'ultimo volo per Tokyo, tr. it. di A. Specchio, Atmosphere Libri, Roma, 2020)
- Anego (2003)
- Ruriko (2008)

## Sceneggiatura

### Drama
- Yumemiru Budo: Hon wo Yomu Onna（NHK, 2003）tratto dal libro "Hon wo Yomu Onna" (本を読む女)
- Cosmetic·（コスメティック, 2003, WOWOW)
- anego (2005, NHK)
- Woman's Island (ウーマンズ・アイランド〜彼女たちの選択〜, 2006, NTV) Tratto dal racconto Woman's island (ウーマンズ・アイランド)
- Karyu no Utage (下流の宴, 2011, NHK)
- Women in Distress | Fukigen na Kajitsu (不機嫌な果実2016、Asahi TV)
- Sego Don (西郷どん, 2018年、NHK)

### Cinema
- Immoral affairs, (不機嫌な果実, Fukigen na Kajitsu 1997)
- Tokyo Marigold (東京マリーゴールド, 2001)